# Cadillac Lyriq
Cadillac Lyriq je plánovaný elektromobil třídy SUV americké automobilky Cadillac. Byl představen v roce 2020, prodej a výroba by pak měly začít v roce 2022. Jde o první elektromobil značky Cadillac. Automobil je velikostně mezi Cadillac XT5 a XT6. Jde o první krok na cestě k cíli, který Cadillac stanovil, tj. do roku 2030 přestat prodávat automobily, které jsou poháněny benzínovým nebo naftovým motorem.

## Technologie
Odhadovaný dojezd automobilu je 523 kilometrů. Automobil má jeden elektromotor, který pohání zadní nápravu. Maximální točivý moment automobilu je 440 Nm. Poloměr zatáčení vozidla je 12,1 metru. Samotný zavazadlový prostor má kapacitu 793 litrů, pokud je však zadní řada sedadel sklopená, objem zavazadlového prostoru automobilu stoupne na 1723 litrů, což je více než dvojnásobek. Objem kabiny automobilu je 2976 litrů. Automobil disponuje moderní baterií, díky které je uspořeno přes 70 % kobaltu. Akumulátor tvoří lithium-iontová NCMA katoda a směsná grafitová anoda. Celková kapacita akumulátorů je pak 100 kWh.

## Technické specifikace

### Rozměry
- Délka: 4996 milimetrů
- Šířka: 1977 mm
- Výška: 1623 mm
- Rozvor: 3094 mm
- Pohotovostní hmotnost: 2545 mm

### Jízdní vlastnosti
- Dojezd: 523 km
- Poloměr zatáčení: 12,1 metru

### Motorizace a baterie[3]
- Výkon: 225 kW
- Kapacita: 100 kWh
- Výkon nabíječky: 19 kW
- Výkon rychlonabíječky: 190 kW

## Design

### Exteriér
Celý exteriér byl designován tak, aby působil opulentně. Dbáno bylo také na minimální hlučnost vozidla při rychlé jízdě. Automobil by měl disponovat světly s choreografickými efekty.

### Interiér
Palubní desce dominuje 33 palcový prohnutý dotykový displej, který dokáže zobrazit až 1 miliardu barev. Automobil je také vybaven head-up displejem s rozšířenou realitou, který si nechala patentovat společnost Continetal. Tento head-up ve spolupráci se společností DigiLens Inc.